# Christine Wodetsky
 (avril 2021).
La mise en forme du texte ne suit pas les recommandations de Wikipédia : il faut le « wikifier ».
Les points d'amélioration suivants sont les cas les plus fréquents. Le détail des points à revoir est peut-être précisé sur la page de discussion.
- Les titres sont pré-formatés par le logiciel. Ils ne sont ni en capitales, ni en gras.
- Le texte ne doit pas être écrit en capitales (les noms de famille non plus), ni en gras, ni en italique, ni en « petit »…
- Le gras n'est utilisé que pour surligner le titre de l'article dans l'introduction, une seule fois.
- L'italique est rarement utilisé : mots en langue étrangère, titres d'œuvres, noms de bateaux, etc.
- Les citations ne sont pas en italique mais en corps de texte normal. Elles sont entourées par des guillemets français : « et ».
- Les listes à puces sont à éviter, des paragraphes rédigés étant largement préférés. Les tableaux sont à réserver à la présentation de données structurées (résultats, etc.).
- Les appels de note de bas de page (petits chiffres en exposant, introduits par l'outil «  Source ») sont à placer entre la fin de phrase et le point final[comme ça].
- Les liens internes (vers d'autres articles de Wikipédia) sont à choisir avec parcimonie. Créez des liens vers des articles approfondissant le sujet. Les termes génériques sans rapport avec le sujet sont à éviter, ainsi que les répétitions de liens vers un même terme.
- Les liens externes sont à placer uniquement dans une section « Liens externes », à la fin de l'article. Ces liens sont à choisir avec parcimonie suivant les règles définies. Si un lien sert de source à l'article, son insertion dans le texte est à faire par les notes de bas de page.
- La présentation des références doit suivre les conventions bibliographiques. Il est recommandé d'utiliser les modèles {{Ouvrage}}, {{Chapitre}}, {{Article}}, {{Lien web}} et/ou {{Bibliographie}}. Le mode d'édition visuel peut mettre en forme automatiquement les références.
- Insérer une infobox (cadre d'informations à droite) n'est pas obligatoire pour parachever la mise en page.

Pour une aide détaillée, merci de consulter Aide:Wikification.
Si vous pensez que ces points ont été résolus, vous pouvez retirer ce bandeau et améliorer la mise en forme d'un autre article.
Christine Wodetzky (Christa Elisabeth Wodetzky) est une actrice de cinéma et actrice de télévision allemande, née le 5 janvier 1938 à Leipzig, morte le 6 décembre 2004 à Berlin,. Ses apparitions se concentrent surtout dans les séries télévisées.

## Filmographie

### Télévision
- 1969 : Trahie et vendue de Jean-Pierre Zola
- 1973 : Les Gens de Mogador de Robert Mazoyer
- 1972 : Les Aventures du capitaine Luckner
- 1973 : Une Affaire pour Männdli
- 1974 : Le Petit Docteur
- 1974 : Les Faucheurs de marguerites de Marcel Camus
- 1974-1998 : Inspecteur Derrick de Herbert Reinecker
- 1977-1998 : Le Renard de Helmut Ringelmann
- 1980 : Claustrophobia
- 1981 : Blanc, bleu, rouge de Claude Brulé
- 1987 : L'Or noir de Lornac  de Tony Flaadt
- 1985 : Un cas pour deux de Karl Heinz Willschrei
- 1990 : Pension Corona

### Cinéma
- 1974 : Le Dossier Odessa de Ronald Neame : Gisela
- 1975 : Bis zur bitteren Neige : Nataša Petrovna
- 1979 : Die wunderbaren Jahre : Bergmann

## Récompenses et distinctions
- Elle obtient en 1970 le Goldene Kamera pour son rôle de Caroline dans le film Trahie et vendue de Jean-Pierre Zola[3].
- En 1980, elle reçoit un Bambi (récompense) et le prix Hartmann pour son rôle dans le téléfilm Claustrophobia[4].